# Mèze
Mèze (okcitansko Mesa) je naselje in občina v južnem francoskem departmaju Hérault regije Languedoc-Roussillon. Leta 2012 je naselje imelo 10.917 prebivalcev.

## Geografija
Naselje leži v pokrajini Languedoc ob izlivu reke Pallas v jezero Bassin de Thau; slednje ga ločuje od obale Sredozemskega morja; 31 km jugozahodno od Montpelliera.

## Uprava
Mèze je sedež istoimenskega kantona, v katerega so poleg njegove vključene še občine Bouzigues, Gigean, Loupian, Montbazin, Poussan in Villeveyrac z 33.013 prebivalci.
Kanton Mèze je sestavni del okrožja Montpellier.

## Zgodovina
Prvotno feničanska naselbina Mensa je tod stala že v 6. stoletju pred našim štetjem. Pomembno mesto je ohranila v rimskem obdobju, ko je bila mimo nje potegnjena povezovalna cesta med Apeninskim in Pirenejskim polotokom Via Domitia.

## Zanimivosti
- paleontološki muzej na prostem, Plaine des Dinosaures,
- romanska cerkev Saint-Martin-de-Caux iz 12. stoletja,
- cerkev sv. Hilarija iz 15. stoletja,
- dvorec château de Girard iz konca 17. stoletja,
- glasbeni festival, Festival de Thau.

## Pobratena mesta
- Naucelle (Aveyron, Jug-Pireneji).